# Schizotetranychus ibericus
Schizotetranychus ibericus är en spindeldjursart som beskrevs av Reck 1947. Schizotetranychus ibericus ingår i släktet Schizotetranychus och familjen Tetranychidae. Inga underarter finns listade i Catalogue of Life.